# قصر المعاركة
قصر المعاركة هو قصرٌ (قريةٌ محصنة) في المغرب، يقعُ في منطقة الرتب. يرتفع عن سطح البحر بحوالي 892 متر. بني هذا القصر بتقنية التربة المدكوكة، حيثُ استعمل فيه الطين.
قصر المعاركة أو الإيمري ان لماركا (باللغة الامازيغية): هي قرية صغيرة منيعة تابعة للبلدة الريفية (الرتب)، في محافظة الرشيدية ومنطقة درعة تافيلالت جنوب شرق المغرب.
يقع قصر المعاركة بتافيلالت في منطقة ما قبل الصحراء من الأطلس المغربي الكبير، في منتصف وادي زيزحيث تحدها بساتين النخيل حيث تجاورها عدة قصور. وهي مرتبطة إداريا بالبلدية الريفية الرتب في محافظة الرشيدية. يقع القصر على الضفة اليمنى من وادي زيز، على بعد 50 كم من مدينة الرشيدية و 7 كم من قرية أوفوس..
المقاطعات المجاورة لقصر المعاركة هي: قصر تماركيت وقصر زريقات وجبل المعاركة وقصر بلاغم وقصر الزاوية الجديدة.
يعيش سكان القصر على الزراعة والتي تشكل أساس اقتصاد القصر في ظل أشجار النخيل. 
يمثل قصر المعاركة أحد أقدم قصور سلاطين الأسرة الحاكمة العلوية في منطقة درع الطفيلة في الجنوب الشرقي من المغرب. وقد أولى العلويون، الذين ينحدرون أصلا من تافيلالت، اهتمامًا خاصًا ببناء قصور السلطان، حيث وُلد الكثير منهم في هذه المنطقة، وكان عدد كبير منهم محافظين علي بناء القصور. ومن هنا جاء ازدهار قصور السلطان..
إن أفضل مثال على هذه القصور النموذجية هو قصرالمعاركة التي بناها السلطان العلوي مولاي إسماعيل عام 1721، ليأوي فيه أحد أبنائه، ثم بعدها جاء الأمير مولاي الشريف للاستقرار في المنطقة التي تجتمتع بخصوبة التربة، وفرة المياه وسحر المناظر الطبيعية وأشجار النخيل.
النسبة للتسمية فهي لم تتم مرة واحدة: اكتسبت قصر المعاركة اسمها الحالي بعد عدة قرون من القرن الثامن عشر. ولكن ما هو أصل أصل اسم «المعاركة»؟ ان قرية قصر المعاركة اكتسبت اسمها الحالي والمتعارف عليه في القرن الثامن عشر.        
النسخة الأولى للاسم كلمة Lamaarka أو Moaaraka باللغة العربية مما يعني النقاش أو الجدال. حيث كانت هناك مناقشات «المعارك» دينية وفقهية بين علماء المسلمين في ذلك الوقت والذين كانوا يترددون علي مسجد القصر قادمين من مناطق مجاورة مثل مهد تافيلالت العلويين.       
الإصدار الثاني يقترح كلمة Lamaarka  التي تعني معركة أو مشادة حيث كان أصحاب القرى التي تحد قصر المعاركة يأتون اليها ليرعوا ماشيتهم على أرض السلطان الذي عاش في قصر القصر؛ مشكلة الرعي هذه دفعت سكان القصر للقتال والتجادل معهم لمغادرة المنطقة.                      علي كل حال وإذا كان كل هذا قصة معركة أوحجة أو نقاش؟ فلقد ورث هذا الاسم عن الأسلاف الذين أطلقوه علي هذه القرية الصغيرة حتى اليوم.      كان قصر المعاركة دائمًا مكانًا هادئًا ومسالما بلا اضطرابات، وهو المكان الذي كان الصوت الوحيد فيه هو صوت مناقشة الإسلام والدفاع عن الأرض. فهو مكان تعايشت فيها ديانات مختلفة بسلام دائم لعدة قرون.
مهما كان تاريخ هذا المكان، فان الموقع الاستراتيجي لقصر المعاركة كان مفترق طرق القوافل القديمة التي تتقاطع بين واحات الجنوب وممر إلى الجنوب وسهول الشمال.
معظم الأعمال المعمارية تتكون من:
الباب الأثري الذي يطلق عليه بوابة جديد المعاركة 
تلك البوابة التي تتمتع بالقوة والصلابة مع مظهر تناغمي رائع تشبه في هندسته المعمارية باب منصور في مكناس والذي تم بناؤه في عهد السلطان العلوي مولاي إسماعيل عام 1721 أو 1134 هـ. ويعتبر هذا الباب كمدخل رئيسي يؤدي إلى قصر ملكي يدعى (الدار الكبيرة) والذي تم بناؤه في وسط القصر، لإيواء أحد أبنائه الأمير مولاي الشريف «الوالي أو حاكم» في ذلك الوقتلقد كان القصر مدعم بأسوار تحوطه: سور داخلي (سور) وآخر خارجي (دور) وتم وضع أبراج مراقبة عليهما يبلغ ارتفاعها حوالي عشرة أمتار، مما لا يدع مجالا للشك بأن هذه الأسوار كان لها غرض دفاعي لمواجهة الطقس وهجمات القبائل البدوية في أيام «سيبا».
الهندسة المعمارية لباب جديد:
وعلي صورة كل مباني السلطان العلوي مولاي إسماعيل (1672-1727)، وعلي وجه الخصوص بوابة منصور العلوج في مكناس والتي تتمتع بنفس الشكل المعماري، تجمع بوابة جديد بين القوة والمتانة مع مظهر تناغمي والذي من خلال شكله وأسلوبه المعماري الجمالي ينتج سحر رائع أيضا يجذب السائح البسيط أو المهندس المعماري علي حد سواء. وبذلك تمثل بوابة جديد أحد أعظم أعمال هذا الملك في تافيلالت. فهو أعجوبة معمارية من نسيج معماري إسلامي نموذجي من جنوب المغرب والذي كان قادرًا على تحمل العديد من المخاطر. يبلغ إجمالي ارتفاع المبنى بشكل عام حوالي 15 مترًا، وفتحة القوس العلوي تقارب 5 أمتار، وهي مزينة بأسلوب حضري مزخرف: تتكون مواد البناء من طوب لبن بالكامل، والزخارف التي تزين الجزء الأمامي من الباب خلابة، والديكور مصنوع على (زليج) التي هي عبارة عن تجمعات هندسية (من الماس مع الفسيفساء) الموضوعة على طبقة من الجص والورنيش باللونين الأزرق والأخضر. إن تاريخ بناء هذا القصر محفوظ على شكل أبيات شعرية بحروف عربية (شمم ناج), عبارة عن قصيدة شعرية مكونة من ستة أبيات تحمل اسم الباني: الأمير مولاي الشريف ابن الملك مولاي إسماعيل (انظر أدناه)، هذا هو ترقيم أبجاد الغربي للمغرب العربي. فكل حرف من الحروف الأبجدية العربية له (:urūf:(حروف) رقمًا رقما يناظره وفقًا للمراسلات التالية
(1 = ا: alif)، (3 = ج: ǧīm)، (40 = م: mīm)، (50 = ن: nūn)، (1000 = (ش: مجموع الأعداد المقابلة للحروف يعطي التاريخ بناء القصر: 3 + 1 + 50 + 40 X 2 + 1000 = هـ1134
الأهمية التاريخية لهذا الإرث:
هذه البوابة المهيبة هي شهادة وأرشيف حي للتطور الهام في تاريخ حضارة مغربية معينة في لحظة معينة من تاريخها الطويل وأسلوبها وعصرها وعبقريتها. فهو يشهد على الوقت الذي كان فيه قصر المعاركة له تأثير اجتماعي وثقافي وتجاري في القرن الثامن عشر بفضل موقعه الجغرافي الاستراتيجي الذي احتله على مفترق طرق بين شمال البلاد وجنوبه، مما منحها مكانة مهمة سمحت له بالتطور. في الواقع، لقد لعب القصر دورًا رائدًا في التوجه السياسي لمنطقة أرتيب، ووفقًا لأجدادنا، فقد أصبح القصر بمثابة منطقة سكنية لأحفاد الأمير مولاي الشريف (سيدي بوفرس) والذي أصبح فيما بعد جزء من مجال التخزين والشون حتى ستينيات القرن العشرين أثناء الاستعمار الفرنسي. وأخيرًا، يعتبر السكان باب جديد المعاركة كتراث معماري ذو قيمة تاريخية يجب أن يرد له حيويته وقيمته فهو البوابة التي تربط بين الأمس واليوم.
القصر المسمى دار لاكبيرا
أو«البيت الكبير» باللغة العربية، بالمعني الحرفي والمجازي. فهو يعتبر مكان السلطة ومقلع الحاكم «الأمير» مولاي الشريف، هنا حيث كانت إقامة الخليفة التي شكلت، مع المسجد، الرئة الثانية للقصر.يحيط بالمنزل الكبير جدار كبير يبلغ ارتفاعه حوالي 15 مترًا، بالإضافة إلى جدران كبيرة تحيط بعشرات المنازل المجاورة لبعضها البعض.مدخل الممرات المزخرف، على الجانب الشرقي نحو بستان النخيل، يؤدي إلى محيط دار لاكبيرا وحدائقها الغناء. أسوارها مبنية من الطوب اللبن بالإضافة إلى طوب الأرض الطينية المغطاة بالبلاط ومزينة بنفس طابع المدينة، مع وفرة من الفسيفساء والجص المنحوت. يستخدم الحجر فقط للمباني وسطح الأرض قليلاً للحماية من مياه الأمطار والفيضانات. كانت الحديقة بالتأكيد أعجوبة القصر، مزينة بالشجيرات الغريبة التي تم ريها بواسطة نظام قناة مائية تحت الأرض لجلب المياه من نهر زيز إلى منتصف القصر.إن السقف الخاص بالقصرمزخرف بأشكال زخرفية رائعة وبواباته العملاقة تشهد على عظمة الماضي، ولكنه كان قد تعرض للسرقة علي يد السكان المحليين وكذلك الكايد الذين حكموا المنطقة خلال الحقبة الاستعمارية الفرنسية. أما المناطق الداخلية فقد تضررت بشدة بسبب التدخل البشري والمخاطر المناخية، لكننا ما زلنا نلاحظ العناصر الزخرفية القوية التي تزين الأبواب المقوسة.

## المسجد القديم
على الرغم من بساطة بنائه في الفترة التي سبقت بناء بوابة القصر، فقد لعب هذا المسجد دوراً ثقافياً ودينيًا مهمًا، حيث كان يتجمع فيه معظم العلماء والفقهاء في المنطقة، فلقد شهد العديد من المعارك الأدبية والمذهبية المعروفة بين العديد من الطوائف الصوفية في المناطق المحيطة بالقصر، مثل ابن عبد الصادق ومولي عبد الله شريف.أهم ما يميز «المنبر» الخاص به هو الكتابة الأثرية المحفوظ في منزل أحد أحفاد العائلة العلوية، وهي كتابة المخطوطة التي تخبرنا حول تاريخ البناء وذلك على النحو التالي:«بسم الله الرحمان الرحيم صلى الله على سيدنا محمد وآله، أمر بعمل هذا المنبر المبارك الكريم الخليفة العظيم مولانا الشريف بن أمير المؤمنين مولانا إسماعيل أدام الله علاه وأعانه على ما أولاه. انتهى منه ليلة القدر عام ستة وعشرين ومائة وألف...» 
•	تاريخ إنشاء المسجد 1126 هجري الموافق 1714، أي قبل حوالي سبع سنوات من بناء القصر وباب جديد في (1721). 
•	منازل تقليدية مجمعة داخل أسوارها لعزل البرد والحرارة. كانت شوارعها المغطاة مسبقًا باردة ومنعشة في أوقات الحر.والأسقف كانت «علي الطريقة المصرية» والغرف تطل جميعها علي شرفات. وفي أسفل هذه الشوارع (ZGAG باللغة العربية LAALOU باللغة البربرية) مثال: OCHANE ، SAHA ، SUIHA ، DAR LAKBIRA 
...)، كانت هناك حياة كاملة وما زالت حتي الآن، مما يسمح بالراحة والتضامن 
•	الجدران الكبيرة للأسوار 
كل هذه المباني تشكل مستوطنة مدمجة وحصينة محاطة بجدران كبيرة مغلقة: جدار داخلي «sour: السور»؛ الجدار الخارجي «دور: الدور»؛ وتنتشر فيها أبراج المراقبة، رباعية الزوايا، في حدود حوالي عشرة أمتار، مما يجعلنا نفكر فقط في الطبيعة الدفاعية لمواجهة سوء الاحوال الجوية والأعداء (ضد هجمات القبائل البدوية: حالة آيت همو من قبيلة «آيت صخر أوشن» التي كانت تسود عهد «سيبا».هذا المسكن التقليدي كان مميزا بالعوامل المادية والتاريخية والاجتماعية الاقتصادية التي تميز هذه المنطقة عن سواها .ولسوء الحظ، خضع القصر لعملية تدهور كبيرة أثرت على أسسه وإطاره المعماري، في أعقاب سوء الأحوال الجوية وخاصة الفيضان المدمر الكبير في وادي زيز في 5 نوفمبر 1965 مما تسبب في أضرار جسيمة في جميع أنحاء المنطقة، فانهارت العديد من المنازل في القصر. خاصة تلك الموجودة بجانب بستان النخيل. حيث أصبح السكان غير قادرين، مثل أسلافهم، علي الاستمرار في التعايش مع هذه الواجهات والحفاظ عليها كل عام وإصلاح الأضرار الناجمة عن سوء الاحوال الجوية. حيث يصبح عمل الترميم والصيانة ثقيلًا جدًا، وفي النهاية تم هجر القصر من سبعينيات القرن العشرين، من قبل غالبية العائلات وذلك للبناء خارج القصر. أما هذا الأخير فلقد تم هجره حيث وقع فريسة للتدهور مواجها خطر الاختفاء إلى الأبد من المشهد والتراث المغربي
أما بالنسبة لعدد السكان: فيبلغ عدد سكان القصر حوالي مائة نسمة (حوالي 1000 نسمة)، ويسكنها عشرات الأسر التي تنتمي إلى أنواع عرقية مهمة. يتألف السكان بشكل رئيسي من مجموعة عرقية بربرية، بما في ذلك قبيلة أيت عطا، وهي الأكبر والأكثر بروزًا في جنوب شرق المغرب من أصل مغربي معادٍ للأطلس (صغرو) يتحدثون اللغة الأمازيغية.العرق البربري لقبيلة أيت عطا في قصر المعاركة الكسور الخمسة البربرية أو العائلات التاريخية الكبيرة التي تتكون منها القصر هي: آيت سليمان ممثلة بأسماء العائلة التالية SLIMANI، HA، HSSAINI، LAMAARKI، OUHAGGAأيت زايد، ممثلة بأسماء العائلة EL AMRAOUI ، HASSAYNE ، موجان ...آيت حسين، ممثلة في عائلة بادي.آيت بن حسين ممثلة بأسماء العائلة BANAGOU ، OUBAHA ، OUSSANAآيت بولمادين ممثلة بـ بولمان، اليعقوبي، أسعد، حدو.
الأصل العربي لقصر المعاركة: 
تضاف إلى هذه العائلات البربرية بعض أسر الأشراف العلويون من ذوي الأصول العربية مثل إسماعيل علوي، ورشيدي علوي، وسوسي علاوي، وسليماني علاوي ... المنحدرين من نسل العلويين مولاي شريف بن إسماعيل: الملك المؤسس للقصر.
إذا كانت هذه العائلات العظيمة من البربر والعلويين العرب، الذين شكلوا نواة أو أساس المجتمع في قصر المعاركة، لقد استقبل القصر العائلات الأجنبية التي استقرت فيه عبر القرون الماضية قادمين من قصر تماركيت وقصر زريقات أو مناطق أخرى، مثل: حمداوة (أولاد حميد) ومحلاوة: يتحدثون العربية الدارجة بشكل رئيسي .والكالاباس: يتحدثون في هارتينز العربية والبعض الآخر يتحدث البربرية وهم من أصل غير مؤكد ربما قادمون من جنوب أفريقيا أو جنوب الصحراء، الذين وصلوا إلى القرية للعمل في الحقول. كانوا يعملون كعمال في القرية، فيحصلون علي 1/5 المحصول. تمكن البعض منهم من الوصول إلى امتلاك عقار لأن العديد من الملاك التاريخيين غادروا القرية وباعوا أراضيهم بسبب الجفاف الذي عانى منه القصر أو الهجرة والفقر.
كل هذه الأسر والعائلات كان ت تمثلها عائلات برزوق Barezzouk ، جعفر، صلاح، بوجاج، عارف، توتوش، أوشباب، الهيلي ...وتعيش كل هذه العائلات في مجتمع منظم وفقًا لمبادئ الإسلام تديره «القبيلة» المكونة من 7 «ممثلين» الذين يمثلون العائلات الرئيسية في القصر (5 أشخاص من البربر + 1 من الأشراف + 1 من حمداواس)).
بالإضافة إلى هؤلاء السكان، ففي خمسينيات القرن الماضي، وهو عام الاستعمار الفرنسي، خلال فترة الحماية، عاش عدد من اليهود في قصرالمعاركة في منطقة «محجوزة» تسمى «ملاح» على الجانب الغربي من المدينة. عكس اتجاه القبلة.
تاريخ يهود قصر المعاركة :
تم دمج اليهود بالكامل في مجتمع البربر والأشراف، حيث شاركوا العديد من عادات جيرانهم المسلمين. فلقد عاشوا في سلام إلي أن غادروا إلي إسرائيل (موجات الهجرة بين عامي 1948 و 1956)، خاصة بعد استقلال هذا البلد في عام 1948. لقد عملوا في صناعة المعادن والأحذية والدلاء بشكل جيد. ولقد كانوا بائعين متجولين أو عطارين باللغة العربية وأيضًا تجارًا يبيعون المجوهرات والنسيج والمنتجات الزراعية مثل الحبوب في الأسواق الريفية.هناك موقع مخصص (مقبرة) في قصر المعاركة لدفن موتى اليهود.

## الإدارة في قصر المعاركة
المجتمع الريفي (الرتب)
رئيس الجامعة: تم انتخابه رئيسًا (مسئولا) للمرشحين لقصور القطاع فهو منوط بإدارة القطاع الريفي وتنفيذ مشاريع تطويره.
الشيخ: هو قائد فريق مقدم في القطاع الريفي. فيعلمهم بالتعليمات الجديدة ويكون العمل بينهم مشترك.
مقدم: هو وكيل لوزارة الداخلية يمن المفترض أن يربط بين سكان القصر والإدارة. ويتمثل دوره في إصدار وتوقيع شهادات الإقامة، العزوبية والزواج الموت والولادة، ونقل التجاوزات التي تحدث في المناطق الريفية إلي القصر للخليفة أو السيد .
القروي: هو مرشح القصر وممثل القطاع الريفي وهو منوط بالدفاع عن مصالح السكان من حيث تطوير المشاريع المستقبلية في المدينة بشكل عام وفي القصر بشكل خاص.
القبيلة : تتكون من سبع ممثلين من كبار العائلات، تسمى «المزراجس» (5 من البربر واثنين من العرب)، وهم المسؤولين عن إدارة القصر.
البنية التحتية للقصر :
هناك عدد من المنشآت الملحقة بالقصر الصغير مثل: المدرسة الابتدائية، والطريق المرصوف، وإمدادات مياه الشرب التي تمتد إلى جميع المنازل، والكهرباء والاتصالات السلكية واللاسلكية، ولكن الصرف والمياة المعالجة لا تزال تسبب مشكلة لأن معظم المنازل بها خزانات صرف صحي فردية، وتجري دراسة من قبل السلطات الريفية في ارتب المحلية لحل هذه المشكلة.
تغير المناخ:
يتمتع قصر المعاركة بمناخ شبه جاف يتميز بما يلي
يبلغ متوسط درجة الحرارة السنوية حوالي 20 درجة مئوية.درجات الحرارة مرتفعة جدا في الصيف ومنخفضة جدا في فصل الشتاء. يمكن أن تصل إلى 50 درجة مئوية في شهري يوليو وأغسطس حتى -2 درجة مئوية في فصل الشتاء مع الصقيع خلال شهري ديسمبر ويناير .
الشتاء معتدل إلى بارد كما يتسم الصيف بالطقس الحار.ويمتد موسم دافئ من يونيو إلى سبتمبر، وموسم بارد من ديسمبر إلى مارس.التبخر السنوي مرتفع للغاية تحت التأثير المشترك لدرجات الحرارة والرياح والهواء الجاف وأشعة الشمس.

## الزراعة
يعيش السكان بشكل رئيسي علي الأنشطة الزراعية والحيوانية التي تعتبر المصادر الرئيسية للدخل على الرغم من البيئة الطبيعية العدائية وكذلك التحويلات المالية التي يرسلها بعض المهاجرين اللذين يعملون في المدن الكبرى بالمغرب أو في الخارج. أما بالنسبة للأنشطة الأخرى (الصناعة، الحرف اليدوية، السياحة) فهي غير موجودة ولا يزال السكان مرتبطين بالأرض ويستمرون رغم القيود القوية مثل (تغير المناخ وآثاره ...). 
إن الزراعة المحلية عبارة عن واحة يتم ريها، سيئة الإنتاج، موجهة أساسًا نحو الكفاف، تمتد على قطع صغيرة جدًا يعرفها الجميع، والتي تُعطى أسماء موروثة، من الأب إلى الابن، الأجداد (على سبيل المثال: جنان لحذيب، لكوشة، سكايا أو جنان إيسوميرن، بن لكسور، لاريسا، جنان لواد، كاليب، رات إلما، جنان لاكبر، لامزارا ، لويدان ، لويدان بن ، رياض ، أداروش ، جنان لاغراب ، إلخ.).لسوء الحظ ، لا يستفيد مزارعو القصر من أي دعم من الخدمات الزراعية المحلية ، بهدف تحسين الإنتاج وتطوير القيمة والتسويق. فلم تعد زراعة الكفاف كافية لإطعام السكان ، الذين يضطرون إلى شراء قوت يومهم ، في سياق ارتفاع الأسعار في السوق. وبالتالي ، مع تناقص الموارد ، يتعين على السكان أن يواجهوا نفقات متزايدة ، مما قد يؤدي بهم إلى اتخاذ خيارات صعبة وعواقب وخيمة كالهجرة الجماعية ؛ الحد من الحصص الغذائية على حساب الصحة ، وخاصة الأطفال ؛ خارج المدرسة ، مما يؤثر بشكل خاص على الفتيات ...). إن أكثر أنواع التربة انتشارًا هي القوام الغريني والطين الغريني من المواد الغرينية ، والفقيرة في المادة العضوية بالإضافة إلى التربة من النوع الجيري الطيني. الزراعة ضعيفة الإنتاج ولا تولد إلا دخلاً منخفضاً. الوضع القانوني للأراضي هو: الأملاك ، الحبوس والجماعية بالإضافة إلى مجال «مخسان».
تحتل زراعة النخيل والزيتون مكانة رائجة وتشغل مساحات شاسعة بالإضافة إلى بعض الأشجار المشتتة بطريقة غير منتظمة مثل اللوز والمشمش والقنديل ، شجرة التين ، شجرة الرمان ، الكرمة ، شجرة السفرجل ، شجرة البرقوق ...
ومن ضمن أنواع نخيل التمر والتي تعتبر أشجار الفاكهة الرئيسية: كف النخيل وهو محصول مهم في جنوب المغرب ويلعب دورًا اقتصاديًا وبيئيًا مهمًا في الواحات وتحتل مكانًا اقتصاديًا مهمًا في دخل المزارعين، كما يعتبر المورد الرئيسي للزراعة في قصر المعاركة. كما أن الأصناف الأكثر انتشارًا هي ما تسمى بالأصناف النبيلة ذات القيمة التجارية العالية .
شجرة الزيتون 
وهي تحتل المرتبة الثانية من حيث إنتاج الفاكهة بعد التمور وهي أيضًا ذات أهمية كبيرة للمزارعين. حيث أنها تحل محل نخيل البلح في بعض الأماكن التي دمرها البايوض (مرض يصيب الأشجار). وتعد مجموعة «البيكولين المغربي» غنية بزيت الزيتون الطبيعي وهي الأكثر زراعة في القصر. يتم قطف الزيتون في يناير وفبراير ، ويرسل الإنتاج على الفور إلى وحدات معالجة الزيتون. يهدف إنتاج الزيتون عمومًا إلى الاستهلاك الذاتي بعد تحوله إلى زيت طعام أو للبيع المتجول أو لخماسي الزيتون بعد الحصاد. فيتم سحق الزيتون في مصانع تقليدية يمتلكها بعض مزارعي القصر أو قصور مجاورة أو في مصنع حديث تم إنشاؤه حديثًا في قصر المعاركة .
العادات والتقاليد في القصر
حفل زفاف أيت عطا في قصر المعاركة 
للزواج أهمية كبيرة في الثقافة الأمازيغية وخاصة في قصرالمعاركة. إن الزواج، عند آل آيت عطا، مهم للغاية بالنسبة للفرد ، وهو موضوع يثير قلقًا دائمًا وخاصة بالنسبة للفتيات الشابات اللائي لم يتزوجن بعد في سن من 25 إلي 30 عامًا فهم دائما ما يعانون من وجهة نظر المجتمع. فمنذ زمن ليس ببعيد ، كانت العديد من الفتيات يتزوجن في سن 15 عامًا. القواعد الجديدة التي أدخلها قانون الأسرة المغربي الأخير ، أن السن القانوني للزواج في سن 18 للفتيات والأولاد، كانت غريبة جدًا على آيت عطا فهي عائلة لها ابن بلغ سن الرشد.أشار الوالدان علي الشاب بالفتاة التي تصلح للزواج. تجمع كل أفراد الأسرة من الشباب ، وهو ليس زواجًا فقط ، وإنما علاقة وطيدة تقوي الروابط بين العائلتين . تتاح للأزواج الصغار الفرصة للتعرف على بعضهم البعض إذا لم يكونوا أعضاءً في نفس الأسرة ، وذلك بموافقة الوالدين في بعض الأحيان ، ولكن في حالات استثنائية ، يوافق الشباب على الزواج بعد صداقة سرية . يجب على كل عروس وزوجها الخضوع للعديد من الاستعدادات قبل الزفاف.
عندما تتم كل استعدادات الزواج ، هناك أميران سيحضرون حفل الزفاف : يتم الترحيب بهم بحرارة، ثم بعد ذلك في منزل العروس يقام حفل الحناء الكبير في المساء بعد العشاء. مجموعة من النساء محاطات بالعروس وتبدأ طقوس الحناء الشهيرة بالأغاني الإيقاعية «وارو» ورقصة «أحيدوس». الجميع راض عن قصر الأميرة. يتم حجب وجه العروس بقماش خاص ، وشاح أحمر وأخضر من الحرير يسمى «الأبروك» وقلادة من العنبر تسمي «لوبان» توضع حول عنقها. يتم تثبيت غطاء بسيط يسمى «إزار». بمجرد أن ترتدي العروس البابوش التي تسمى «تيك بربين» وتزينها لمسة جمالية ، تنتهي طقوس الحناء. تغني النساء وتستمر رقصة «الأهدوس».
الأعياد
بالإضافة إلى الأعياد الدينية ، يتم الاحتفال ببعض المهرجانات مثل: السنة البربرية الجديدة حجوزة ، عيد يناير: إنه تقليد قديم للسنة الزراعية الجديدة. أطلق المغاربة عليها اسم الحجوزة ، وهو مهرجان يتم الاحتفال به في العديد من أنحاء المغرب وخاصة في قصر المعاركة. يحتفل بالعام الجديد للأمازيغ أو السنة الزراعية الجديدة في المغرب «يناير» أو «فلاحي» في 13 يناير عام 2013، أي عام 2963 من التقويم البربري الزراعي. أصل هذا التقويم مشتق من كلمة جوليان والذي يعد السنوات من 950 قبل J.C (2013 + 950 = 2963)، مع تحول 13 يومًا مقارنة بالتقويم الميلادي. يتم الاحتفال بإعداد الكسكس الكبير المكون من سبعة خضروات تعتمد على الفواكه المجففة. في الوقت الذي تزين فيه ربة المنزل المائدة بالطعام .
الختان
إنه مهرجان ختان أو ختان الأطفال الصغار ، عادة ما بين الولادة وثلاث سنوات ونصف. يرتدي الطفل قشابة أو عباءة ، وهو نوع من أنواع الكاسوك الأبيض ؛ «حجام»، في ذلك الوقت، يقوم «الجراح» بختان الطفل الذي يعطى بيضة قاسية في يده ، رمز الخصوبة. يتم تخفيف الألم بسرعة من قبل  زغاريد النساء youyous (الزغارية باللغة العربية)، ثم يتم وضع الطفل في غرفة حيث يستقبل زيارة جميع أقرباء القصر ويتم تقديم الهدايا للطفل لينسى